# Houghton and Wyton
Houghton and Wyton – civil parish w Anglii, w Cambridgeshire, w dystrykcie Huntingdonshire. W 2011 civil parish liczyła 1817 mieszkańców. W obszar civil parish wchodzi także Houghton.